# Jeremy Sisto
Jeremy Merton Sisto (Grass Valley, 6 de outubro de 1974) é um actor americano.
Filho de Richard Sisto e de Reedy Gibbs, cresceu em Chicago, Illinois. A sua irmã mais velha, a actriz Meadow Sisto, lançou-o no mundo da representação. A partir de então, tem participado em vários trabalhos, sendo talvez mais conhecido pela sua participação na série Sete Palmos de Terra.
Sisto fez teste para o papel de Jack em Titanic, o qual acabou indo para Leonardo DiCaprio. Posteriormente, ele produziu Taken (1998) em parceria com Ethan Embry e realizou os filmes Three Women of Pain e Paranoia 1.0. A partir de Abril de 2003, começou com a sua própria produtora, a Dima Entertainment. Integrou o elenco regular da série de longa data Law & Order como o detetive Cyrus Lupo, até o último episódio do seriado.
De 2011 a 2014, representou George Altman, na série Suburgatory, pela qual foi indicado ao Prêmio Critics Choice Television de Melhor Ator em Série de Comédia. Ele esteve casado nove anos com a actriz Marisa Ryan, de quem se divorciou em 2002.

## Filmografia
- Grand Canyon (1991)
- Desperate Choices: To Save My Child (1992)
- The Crew (1993)
- Moonlight and Valentino (1993)
- The Shaggy Dog (1994)
- Hideaway (1994)
- As Patricinhas de Beverly Hills (1995)
- White Squall (1996)
- Suicide Kings (1997)
- Bongwater (1998)
- Conversa de Miúdas (1998)
- Sem Limites (1998)
- The 60's (1999)
- Trash (1999)
- Jesus (1999)
- Dead Dog (1999)
- Takedown (2000)
- Don's Plum (2001)
- Olhos de Anjo (2001)
- Sete Palmos de Terra (2001) série
- May (2002)
- Júlio César (2002) série / (2004) dvd
- Now You Know (2002)
- Treze - Inocência Perdida (2003)
- The Movie Hero (2003)
- Escolha Perigosa (2003)
- Punk'd (2003) série
- Na Mira do Inimigo (2004)
- Um Ponto Zero (2004) também conhecido como Paranoia 1.0
- Dead and Breakfast (2004)
- O Amor Está no Ar (2005)
- Kidnapped (Desaparecido) (2006) série
- A Cidade Maldita (2006)
- Estranhos (2006)
- Waitress (Amor aos Pedaços) (2007)
- Law & Order (Lei & Ordem) (2008 - 2010) série
- Justice League: The New Frontier (2008) Voz do Batman
- Rosencrantz and Guildenstern Are Undead (2008) Jordan Galland
- Suburgatory (Suburgatory) (2011 - 2014) série
- Robot & Frank (2012)